# Zonosaurus brygooi
Zonosaurus brygooi là một loài thằn lằn trong họ Gerrhosauridae. Loài này được Lang & Böhme mô tả khoa học đầu tiên năm 1990.